# عمر ياغي
عمر مُؤنس ياغي (بالإنجليزية: Omar M. Yaghi)‏ عالم كيمياء يحمل الجنسية السعودية والأمريكية، أردني من أصل فلسطيني ولد في عمان عام 1965. وهو أستاذ كرسي جيمس ونيلتجي تريتر للكيمياء في جامعة كاليفورنيا بيركلي، وعالم منتسب في مختبر لورانس بيركلي الوطني، والمدير المؤسس لبيركلي. المعهد العالمي للعلوم، وعضو منتخب في الأكاديمية الوطنية الأمريكية للعلوم وكذلك الأكاديمية الوطنية الألمانية للعلوم ليوبولدينا. وحاصل على مرتبة رقم 2 في قائمة أشهر وأفضل العلماء والمهندسين في العالم للفترة ما بين 1998 – 2008. مُنح الجنسية السعودية، بموجب أمرٍ ملكيٍّ في 11 نوفمبر 2021. حصل على جائزة نوابغ العرب عام 2024م.

## سيرته الذاتية
ولد ياغي في عمان، الأردن، عام 1965، وكانت عائلته لاجئة هناك. نشأ في منزل به العديد من الأطفال، ولم يكن لديه سوى قدر محدود من الوصول إلى المياه النظيفة وبدون كهرباء.
عندما بلغ سنّه الـ15، هاجر إلى الولايات المتحدة الأميركية بتشجيعٍ من والده. وشرع يأخذ محاضرات في كلية مجتمع هدسون فالي، بالرغم من إلمامه القليل باللغة الإنجليزية. انتقل لاحقاً إلى جامعة ألباني لينهي دراسته. ثم بدأ دراسة الماستر في جامعة إلينوي، وحصل على شهادة الدكتوراة عام 1990 بإشراف البروفيسور والتر جي. كليمبيرير. وأصبح زميلاً لمؤسسة العلوم الوطنية في جامعة هارفرد (من 1990 وحتى 1992) مع البروفيسور ريتشارد إتش. هولم. كما كان في كليات جامعة أريزونا (من 1992 وحتى 1998) وجامعة ميشيغان (من 1999 وحتى 2006) وجامعة كاليفورنيا لوس أنجيلوس (من 2007 وحتى 2012).
انتقل بعدها عام 2012، إلى جامعة كاليفورنيا بيركلي، وعمل بروفيسوراً في الكيمياء. وهو المدير المؤسس لمعهد بيركلي العالمي للعلوم. وحصلت إنجازاته في مجال تصميم وتصنيع المواد الجديدة على تكريم فخري من الجمعية الكيميائية الأميركية وشركة إكسان Exxon‏ (1998)، وميدالية ساكوني من الجمعية الكيميائية الإيطالية (2004). كما ذكرت مجلة العلوم الشهيرة (بوبيولار ساينس Popular Science) عمله حول تخزين الهيدروجين، وصنفته ضمن ألمع 10 علماء ومهندسين في الولايات المتحدة لعام 2006، وحصل على جائزة برنامج الهيدروجين من وزارة الطاقة الأميركية لإسهاماته البارزة في مجال تخزين الهيدروجين (2007). وحصل على ميدالية جمعية أبحاث المواد لعمله في نظرية وتصميم وتصنيع وتطبيق الهياكل الفلزية العضوية، وتلقى أيضاً جائزة نيوكمب كليفلاند برايس من الجمعية الأميركية لتقدم العلوم، وذلك عن أفضل ورقة بحثية نُشرت في مجال العلوم (2007). كما حلّ في المرتبة الثانية ضمن قائمة الكيميائيين المستشهد بهم في العالم بين عامي 2000 و2010. وفي عام 2015، حاز على جائزة الملك فيصل العالمية في الكيمياء وجائزة مصطفى في تقنية وعلوم النانو. وفي عام 2016، حصل ياغي على جائزة أكاديمية TÜBA في العلوم الأساسية والهندسية، وذلك لتأسيسه الكيمياء الشبكية. وفي عام 2017، حاز ياغي على جائزة ميموريال سبايرز من الجمعية الملكية للكيمياء وميدالية امتياز من الدرجة الأولى منحها إياه الملك عبد الله الثاني، بالإضافة إلى ميدالية بيلر في الكيمياء اللاعضوية، وجائزة الكويت في العلوم الأساسية وجائزة ألبرت أينشتاين العالمية للعلوم، والتي يمنحها المجلس الثقافي العالمي. وذلك بالإضافة إلى عدد كبير من الجوائز والأوسمة الأخرى.

## العمل
كان عضوًا في كليات جامعة ولاية أريزونا (1992-1998) كأستاذ مساعد، وجامعة ميشيغان (1999-2006) كأستاذ روبرت دبليو باري للكيمياء، وجامعة كاليفورنيا، لوس أنجلوس (2007-2012). ) كأستاذ كريستوفر س. فوت للكيمياء بالإضافة إلى شغل كرسي إيرفينغ وجان ستون في العلوم الفيزيائية.
يشتهر البروفيسور عمر ياغي بتأسيسه مجال الكيمياء الشبكية Reticular Chemistry، وهو علم يهتم بربط كتل البناء الجزيئية معًا بواسطة روابط قوية لإنشاء أطر مفتوحة يمكن استخدامها في أكثر من مائة تطبيق مختلف. يعمل حالياً عمر ياغي كرئيس لمركز الموليكليرات في مركز الأبحاث الشهير لورنس بيركلي وبروفيسور في قسم الكيمياء في جامعة كاليفورنيا بيركلي. وكان قد أسس عدة مختبرات في جامعات مختلفة وفي اليابان وفيتنام ويتعاون مع مركز قطر لأبحاث البيئة والطاقة. مراكز أبحاثه تُعنى بخدمة الباحثين وتصميم وإنتاج مجموعات من المركبات الكيميائية الشبكية وأشهرها تُعرف بالأطر المعدنية العضوية (MOFs).

## التعليم
حصل عُمَر ياغي على الدكتوراة في الكيمياء سنة 1990 من جامعة إلينووي إيربان شامبين. التحق بجامعة هارفر 1990-1992 لمتابعة دراسته ليعمل مع البروفيسور ريتشارد هولم. إنضم إلى هيئة التدريس في جامعة ولاية أريزونا 1992-1998. انتقل إلى جامعة ميتشيغان 1999-2006 وثم إلى جامعة كاليفورنيا لوس أنجلس 2007-2012، وأخيراً إلى جامعة كاليفورنيا بيركلي.

## جوائز
- حصل البروفيسور عمر على جائزة كيمياء الحالة الصلبة من الجمعية الكيميائية الأمريكية وشركة إكسون (1998)، وميدالية ساكوني للجمعية الكيميائية الإيطالية (2004)، وحاز عمله في مجال تخزين الهيدروجين على جائزة برنامج الهيدروجين التابع لوزارة الطاقة الأمريكية (2007).
- حصل على وسام جمعية أبحاث المواد للعمل في النظرية والتصميم والتوليف وتطبيقات الأطر المعدنية العضوية، وحصل على جائزة نيوكومب كليفلاند من الجمعية الأمريكية لتقدم العلوم لأفضل ورقة منشورة في العلوم (2007).[26]
- حصل ياغي على جائزة الجمعية الكيميائية الأمريكية لكيمياء المواد (2009)،[27] وجائزة إيزات كريستنسن الدولية (2009)،[28] والجائزة المئوية للجمعية الملكية للكيمياء (2010)،[29] وكذلك جائزة الصين للنانو (2013).[30]
- في عام 2015 حصل على جائزة الملك فيصل العالمية في الكيمياء[31] وجائزة مصطفى في علم النانو وتقنية النانو.[32]
- في عام 2016 حصل على جائزة أكاديمية TÜBA في العلوم الأساسية والهندسية لتأسيسه في الكيمياء الشبكية.[33][34]
- في عام 2017 حصل ياغي على جائزة سبايرز التذكارية من الجمعية الملكية للكيمياء،[35] ووسام التميز من الدرجة الأولى التي منحها الملك عبد الله الثاني،[36] جائزة الجمعية اليابانية للتنسيق الكيمياء الدولية،[37] وسام بيلار في الكيمياء غير العضوية،[38] وجائزة الكويت في العلوم الأساسية،[39] وجائزة ألبرت أينشتاين العالمية للعلوم الممنوحة من المجلس الثقافي العالمي.[40]
- في عام 2018، حصل ياغي على جائزة BBVA Foundation Frontiers of Knowledge في العلوم الأساسية لريادته في الكيمياء الشبكية،[41] وأيضًا في عام 2018 حصل على جائزة وولف في الكيمياء حيث تم الاستشهاد به لريادته في الكيمياء الشبكية عبر الأطر المعدنية العضوية و الأطر العضوية التساهمية.[42][43] عرض المنتدى الاقتصادي العالمي في سويسرا عمله في حصاد المياه من الهواء الصحراوي باستخدام الأطر المعدنية العضوية[44][45][46] كواحد من أفضل 10 تقنيات ناشئة،[47] وحصل على جائزة الأمير سلطان 2018 وجائزة بن عبد العزيز العالمية للمياه.[48] حصل ياغي أيضًا على جائزة Eni لعام 2018 تقديراً لعمله في تطبيق كيمياء الإطار على حلول الطاقة النظيفة بما في ذلك تخزين الميثان، واحتجاز ثاني أكسيد الكربون وتحويله وتجميع المياه من هواء الصحراء.[49][50]
- كُرِّم بجائزة جريجوري أمينوف لعام 2019 من قبل الأكاديمية الملكية السويدية للعلوم لتطوير الكيمياء الشبكية.[51]
- في عام 2019 ، حصل أيضًا على وسام MBR للتميز العلمي من الإمارات العربية المتحدة،[52] بالإضافة إلى جائزة Nano Research.[53]
- حصل ياغي على الميدالية الذهبية لجائزة فيلهلم-فون-هوفمان-دنكمونزي لعام 2020 من الجمعية الكيميائية الألمانية لمساهمته في الكيمياء الشبكية ولريادة الأطر العضوية المعدنية والأطر التساهمية العضوية والنسيج الجزيئي.[54]
- حصل ياغي أيضًا على جائزة الجمعية الملكية للكيمياء للمياه المستدامة لعام 2020 عن تطويره المؤثر لتجميع المياه من الهواء الصحراوي باستخدام الهياكل المعدنية العضوية.[55]
- في عام 2021، كُرِّم ياغي من رئيس بلجيكا الدولي سولفاي في الكيمياء،[56] بالإضافة إلى جائزة محاضرة إرتل من قبل معهد فريتز هابر لجمعية ماكس بلانك وجامعات برلين.[57]
- في 20 يناير 2022 خلال حفل توزيع الجوائز الدولي في فيتنام، أُعلِن عن فوز ياغي بجائزة VinFuture الافتتاحية للإنجازات البارزة في المجالات الناشئة تقديراً لريادته في الكيمياء الشبكية.[58][59]
- حصل ياغي على وسام فيلهلم إكسنر النمساوي لعام 2023 لتأثيره المباشر على قطاع الأعمال والصناعة من خلال إنجازاته العلمية.[60]
- حصل ياغي على جائزة إرنست سولفاي البلجيكية للعلوم من أجل المستقبل لعام 2024 تقديرًا لعمله الرائد في الكيمياء الشبكية.[61]
- في عام 2024 حصل على جائزة نوابغ العرب عن فئة العلوم الطبيعية.[62]

## وصلات خارجية
- الموقع الرسمي